# نادي عمال رميلان
نادي عمال رميلان الرياضي هو نادي كرة قدم سوري من مدينة رميلان في محافظة الحسكة. تم تأسيس النادي عام 1979. يلعب مبارياته على ملعب رميلان. تمكن من الفوز بكأس سوريا مرتين تحت مسمى «هيئة عمال رميلان» عامي 1962 و 1969.